# Walter Zipfel
Walter Zipfel (* 8. April 1914 in Haßfurt; † 8. Februar 1997) war ein deutscher Jurist, der unter anderem zwischen 1968 und 1980 Richter am Bundesgerichtshof war.

## Leben
Zipfel begann nach dem Schulbesuch ein Studium der Rechtswissenschaften an der Ludwig-Maximilians-Universität München, das er 1937 mit der Ersten juristischen Staatsprüfung abschloss. Nach seinem Militärdienst im Zweiten Weltkrieg setzte er seine juristische Ausbildung fort und schloss 1949 die Zweite juristische Staatsprüfung ab. Im Anschluss trat er in 1949 in den bayerischen Justizdienst ein, ehe er am 1. November 1968 Richter am Bundesgerichtshof wurde. Diesen Posten hatte er bis zu seinem Eintritt in den Ruhestand am 30. April 1980 inne. Später war er zwischen 1984 und 1988 Vorsitzender der Deutschen Lebensmittelbuch-Kommission. 1984 erhielt Zipfel die Adolf-Juckenack-Medaille der Lebensmittelchemischen Gesellschaft (LGCh).

## Veröffentlichungen
- Preisrecht, Verlag C.H.Beck, München 1952
- Preisbildung bei öffentlichen Aufträgen und Baupreisrecht, Verlag C.H.Beck, München 1954
- Landwirtschaft und Kartellrecht : Die Marktordnung in der Milchwirtschaft nach geltendem und künftigem Recht, Mitautor Alfred Gleiss, Stuttgart 1955
- Die Bierbezeichnung in Recht und Wirtschaft, Mitautor Leopold Künstler, Carl Heymanns Verlag, Köln 1957
- Weingesetz : Mit Ausführungsverordnung und Wermutweinverordnung. Kommentar, Mitautor Alois Franz Lindner, Verlag C.H.Beck, München 1967
- Arzneimittelrecht : Kommentar, Mitautoren Paul Jägerhuber und Renate Vocks, Verlag C.H.Beck, München 1971, ISBN 978-3-406-03351-3
- Weinrecht mit EWG-Vorschriften. Kommentar, Eberhard Stadler, Verlag C.H.Beck, München 1972, ISBN 978-3-406-01941-8